# Гуон (півострів)
6°20′00″ пд. ш. 147°25′00″ сх. д. / 6.33333333° пд. ш. 147.41666667° сх. д.
Гуон (англ. Huon Peninsula) — півострів на північному сході Нової Гвінеї, адміністративно належить до провінції Моробе на сході Папуа Нової Гвінеї. Названий на честь французького дослідника Жана-Мішеля Юона де Кермадека (Гуон — транскрипція французького імені Юон через англійське Huon).
Цей півострів був центром бойових дій (т. зв. кампанія півострова Гуон) у Другій світовій війні в 1943-44 роках, коли японські війська, що відступали з Лае, пробивались через гори Фіністерр до Маданга на північному узбережжі.

## Географія
Півострів на півночі обмежений протокою Витязь, на сході — Соломоновим морем, на півдні — затокою Гуон, на заході — річкою Маркгем.
Півострів сильно лісистий. Середньорічна кількість опадів становить 4600–4800 мм. Максимальна висота перевищує 4000 м. Півострів пронизаний горами Сарувагед, Фіністерре і Кромвель. Найбільші міста — Лае (столиця провінції Моробе), Фіншгафен і Сайдор.